# Glömminge-Algutsrums församling
Glömminge-Algutsrums församling är en församling i Södra Ölands pastorat i Kalmar-Ölands kontrakt i Växjö stift i Svenska kyrkan. Församlingen ligger i Mörbylånga kommun i Kalmar län(Öland).

## Administrativ historik
Församlingen bildades 2017 genom sammanläggning av Glömminge och Algutsrums församling inom Södra Ölands pastorat.

## Kyrkor
- Algutsrums kyrka
- Sankt Knuts kapellruin
- Glömminge kyrka